# Lotus 98T
Lotus 98T je Lotusov dirkalnik Formule 1, ki je bil v uporabi v sezoni 1986, ko sta z njim dirkala Ayrton Senna in Johnny Dumfries.  Medtem ko se Dumfries v svoji edini sezoni v Formuli 1 višje od petega mesta ni uspelo uvrstiti, je dosegel Senna dve zmagi na Velikih nagradah Španije in vzhodnih ZDA, ob tem pa še kar osem najboljših štartnih položajev in šest uvrstitev na stopničke. Ob koncu sezone je Lotus zasedel tretje mesto v konstruktorskem prvenstvu z 58-imi točkami.